# محمدرضا سکوت
 محمدرضا سکوت  (۵ دی ۱۳۴۳ در قصر شیرین - ) مدیر فیلم‌برداری اهل ایران است.

## مدیر فیلم‌برداری
1. عینک قرمز (۱۴۰۲)
2. خرچنگ (۱۴۰۲)
3. پایتخت ۶ (دو قسمت پایانی نوروز ۱۴۰۰)
4. جزیره (۱۴۰۰)
5. چهار انگشت (۱۳۹۷)
6. سراسر شب (۱۳۹۶)
7. طلاقم بده به خاطر گربه‌ها (۱۳۹۶)
8. پرسه در حوالی من (۱۳۹۵)
9. تمرینی برای اجرا (۱۳۹۴)
10. لاک قرمز (۱۳۹۴)
11. گینس (محسن تنابنده ۱۳۹۳)
12. روز روشن (حسین شهابی ۱۳۹۱)
13. چتر سبز (ناصر رفایی ۱۳۹۱)
14. من و زیبا (فریدون حسن پور ۱۳۹۰)
15. اسب حیوان نجیبی است (عبدالرضا کاهانی ۱۳۸۹)
16. قبرستان غیرانتفاعی (محسن دامادی ۱۳۸۹)
17. بوی گندم (محمدرضا خاکی ۱۳۸۹)
18. پری دریایی (۱۳۸۸)
19. پاداش (کمال تبریزی ۱۳۸۷)
20. سرزمین مادری (کمال تبریزی ۱۳۹۶_۱۳۸۷)
21. استشهادی برای خدا (علیرضا امینی ۱۳۸۶)
22. توفیق اجباری (محمدحسین لطیفی ۱۳۸۶)
23. باغ‌های کندلوس (ایرج کریمی ۱۳۸۳)
24. رازها (محمد رضا اعلامی ۱۳۸۳)
25. کافه ترانزیت (کامبوزیا پرتوی ۱۳۸۳)
26. من بن لادن نیستم (احمد طالبی نژاد ۱۳۸۳)
27. مواجهه (سعید ابراهیمی فر ۱۳۸۳)
28. آیه‌های زمینی (عباس رافعی ۱۳۸۲)
29. پروانه‌ای در باد (عباس رافعی ۱۳۸۲)
30. چند تار مو (ایرج کریمی ۱۳۸۲)
31. کودکانه (مسعود کرامتی ۱۳۸۱)
32. خاموشی دریا (وحید موسائیان ۱۳۸۰)
33. ساقی (محمد رضا اعلامی ۱۳۸۰)
34. موج مرده (ابراهیم حاتمی کیا ۱۳۷۹)

## فیلمبردار
- مینای شهر خاموش (۱۳۸۵)

## جشنواره‌ها
- برنده تندیس زرین بهترین فیلمبرداری از سی و هشتمین دوره جشنواره فیلم رشد برای فیلم استشهادی برای خدا - ۱۳۸۷